# Kijirō Nambu
Kijirō Nambu (南部 麒次郎?, Nambu Kijirō; Saga, 22 settembre 1869 – Tokyo, 1º maggio 1949) è stato un generale giapponese dell'Esercito imperiale e il fondatore della Nambu Arms Manufacturing Company, produttore di molte armi da fuoco che l'esercito ha impiegato nella seconda guerra mondiale.

## Biografia
Alla fine del XIX secolo Nambu, che aveva raggiunto il grado di maggiore, fu incaricato di progettare una pistola semiautomatica per le forze armate imperiali: il risultato, la Type A, non ebbe particolare successo ma rappresentò l'idea centrale per le successive Type B e Type 14, quest'ultima prodotta in discrete quantità e utilizzata dai militari nipponici fino al 1945.
Si guadagnò il soprannome di "John Browning del Giappone". Gli è stato conferito l'Ordine del Sacro Tesoro (2ª classe) nel 1914.